# 藤原真常
藤原 真常（ふじわら の まつね、生没年不詳）は、平安時代前期の貴族。藤原式家、右京大夫・藤原菅継の曾孫。右近衛少将・藤原豊仲の子。官位は従五位上・上野介。

## 経歴
清和朝前半に太皇大后宮少進として太皇太后・藤原順子（清和天皇の祖母）に仕え、在職中の貞観8年（866年）従五位下に叙爵する。
左京亮を経て、陽成朝の元慶7年（883年）従五位上に叙せられる。光孝朝末の仁和3年（887年）上野介として地方官に転じた。

## 官歴
『日本三代実録』による。
- 時期不詳：正六位上。太皇大后宮少進（太皇太后・藤原順子）
- 貞観8年（866年） 正月7日：従五位下
- 時期不詳：左京亮
- 元慶7年（883年） 正月7日：従五位上
- 仁和3年（887年） 2月17日：上野介

## 系譜
『尊卑分脈』による。
- 父：藤原豊仲
- 母：不詳
- 生母不詳の子女
  - 男子：藤原時直
  - 男子：藤原時範